# Alina Maratowna Kabajewa
Alina Maratowna Kabajewa (russisch Али́на Мара́товна Каба́ева, tatarisch Әлинә Марат кызы Кабаева/Älinä Marat qızı Qabayeva; * 12. Mai 1983 in Taschkent, Usbekische SSR, Sowjetunion) ist eine ehemalige russische rhythmische Sportgymnastin. Sie ist mehrfache russische Meisterin, Europameisterin und Weltmeisterin. Bei den Olympischen Sommerspielen 2000 in Sydney gewann sie eine Bronzemedaille in dieser Disziplin, und sie wurde Olympiasiegerin bei den Sommerspielen 2004 in Athen. Sie war weiterhin von 2007 bis 2014 Abgeordnete der Russischen Staatsduma für die Partei Einiges Russland und ist seit September 2014 Vorsitzende des Verwaltungsrates der Nationalen Mediengruppe (NMG). Sie gilt Medienberichten zufolge als Geliebte des russischen Präsidenten Wladimir Putin und soll mit diesem mehrere Kinder haben, was von Kabajewa und russischen Regierungsstellen dementiert wird.

## Herkunft
Alina Kabajewa ist die Tochter von Marat Kabajew, einem tatarischen Fußballspieler und -trainer, der in den 1980er Jahren in der Oberliga bei Paxtakor Taschkent spielte, und von Ljubow Michailowna Kabajewa, einer russischen Profi-Basketballspielerin. Alina lebte nach der Scheidung ihrer Eltern mit ihrer Schwester Leissan bei der Mutter in Moskau.

## Sportliche Laufbahn

### Rhythmische Sportgymnastik
Mit Kabajewas Namen sind tiefgreifende Veränderungen der Rhythmischen Sportgymnastik in den 1990er Jahren verbunden. Die Auftritte der Turnerinnen wurden wesentlich dynamischer und mit schwierigen Elementen angereichert. Einen großen Einfluss auf den Turnstil Kabajewas hatte ihre Trainerin Irina Winer (russisch Ирина Александровна Винер), von der sie seit 1995 trainiert wurde. Winer hatte ebenfalls Irina Tschaschtschina unter ihren Fittichen. Winer war die Ehefrau des russischen Oligarchen und Arsenal-Aktionärs Alischer Usmanow, der zugleich Präsident des internationalen Dachverbandes für den Fechtsport (FIE) ist.

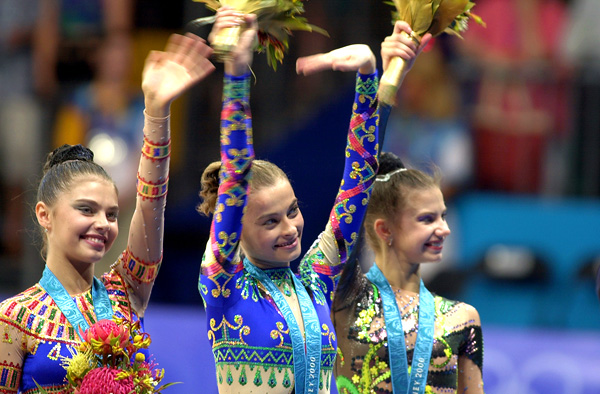
Alina Kabajewa (Bronze), Julija Barsukowa (Gold) und Julija Raskina (Silber) bei den Olympischen Sommerspielen 2000 in Sydney

Bei den Olympischen Sommerspielen 2000 in Sydney errang Alina Kabajewa die Bronzemedaille im Einzelmehrkampf und bei den Olympischen Sommerspielen 2004 in Athen schließlich die Goldmedaille.
Sie ist Doppelweltmeisterin im Mehrkampf (1999 und 2003), sechsfache Weltmeisterin in Einzeldisziplinen und gewann bei der Weltmeisterschaft 2007 die Goldmedaille mit der Mannschaft. Bei Europameisterschaften gewann sie zwischen 1998 und 2006 insgesamt 16 Goldmedaillen (6 im Mehrkampf, 8 in Einzeldisziplinen, 2 mit der Mannschaft).
Alina Kabajewa beendete im Jahr 2007 ihre 1996 begonnene Karriere im russischen Nationalteam für Rhythmische Sportgymnastik. Sie steht in der Rangliste der erfolgreichsten rhythmischen Sportgymnastinnen Russlands an zweiter Stelle, gleich hinter Jewgenija Kanajewa.

### Dopingvorfall 2001
Am 30. August 2001 waren Alina Kabajewa und ihre Konkurrentin Irina Tschaschtschina bei den Goodwill Games in Brisbane auf das nicht erlaubte Diuretikum Furosemid positiv getestet worden. Das Diuretikum bewirkt eine Gewichtsabnahme. Trotz des positiven Ergebnisses durften sie im Oktober an der Weltmeisterschaft in Madrid teilnehmen. Aus unbekannten Gründen wurde das Testergebnis erst zwei Monate nach dem Test veröffentlicht, nachdem die beiden Sportlerinnen bereits Gold- und Silbermedaillen bei der Weltmeisterschaft in Madrid gewonnen hatten. Am 28. Oktober 2001, eine Woche nach den Weltmeisterschaften in Madrid, wurde den beiden Athletinnen das positive Testergebnis vom Ende August in Brisbane mitgeteilt. Alina Kabajewa wurde im Februar 2002 für ein Jahr (August 2001 bis August 2002) gesperrt, ein weiteres Jahr wurde ihr auf Bewährung erlassen. Die Medaillen, die Kabajewa und Tschaschtschina bei den Goodwill Games im August und bei der WM im Oktober 2001 in Madrid gewonnen hatten, wurden von einer FIG-Kommission einkassiert. Cheftrainerin Irina Winer, die zu dieser Zeit auch Vizepräsidentin eines Ausschusses der Rhythmischen Sportgymnastik bei der FIG war, akzeptierte die Strafen nicht und legte beim Sportgerichtshof in Lausanne Widerspruch ein. Ohne böse Absicht hätten ihre Mädchen im fernen Australien das Diuretikum geschluckt, erklärte Winer: Das Furosemid sei in einem Nahrungsergänzungsmittel namens „Hiper“ gewesen, das die Sportlerinnen zur Linderung des prämenstruellen Syndroms eingenommen hätten. Der Physiotherapeut des Teams hatte das Mittel in einer örtlichen Apotheke nachgekauft. Das auf Johanniskraut (Hypericum) basierende Nahrungsergänzungsmittel wird bei leichten depressiven Verstimmungen genommen und enthält neben Johanniskraut, Weißdorn und Schwarznessel verschiedene Vitamine und Magnesium. Da in der Originalzusammensetzung kein Furosemid enthalten ist, die „Hiper“-Kapseln der Sportler am 8. November 2001 jedoch positiv auf die Anwesenheit von Furosemid getestet wurden, ging die russische Seite davon aus, dass ihnen ein gefälschtes Produkt verkauft worden sei. Das Sportgericht erkannte dies jedoch nicht an, da die Verteidigung nicht beweisen konnte, dass die am 8. November positiv getesteten Kapseln aus derselben Packung stammten wie die Kapseln, die von Kabajewa Ende August eingenommen worden waren.
Der Dopingfall war spektakulär, weil es zuvor über einen Zeitraum von zwanzig Jahren keinen einzigen positiven Befund bei russischen Teilnehmerinnen an Wettkämpfen in der Gymnastik gegeben hatte, obwohl bei Hunderten von Gymnastinnen aus der Sowjetunion und Russland Dopingkontrollen durchgeführt worden waren.
In einem Interview mit der Zeitung Bolschoi Sport im Jahr 2013 beschrieb Kabajewa ihre Empfindungen zu den Vorgängen von 2001 so, dass man ihr damals übel mitgespielt habe. Sie kritisierte das Vorgehen der Verantwortlichen für die Dopingkontrollen. Wenn die Laborergebnisse zwei Wochen nach den Goodwill Games 2001 im August doch positiv gewesen seien, warum hatte man ihnen dann erlaubt, an den Weltmeisterschaften im Oktober teilzunehmen? Eine Bekanntgabe des Ergebnisses vor der Weltmeisterschaft hätte die Teilnahme der Russinnen verhindert. Nachdem Kabajewa und Tschaschtschina dort gesiegt hatten, wurden ihnen spektakulär die Medaillen weggenommen und den Nächstplatzierten aus der Ukraine und Bulgarien übergeben.

### Auszeichnungen

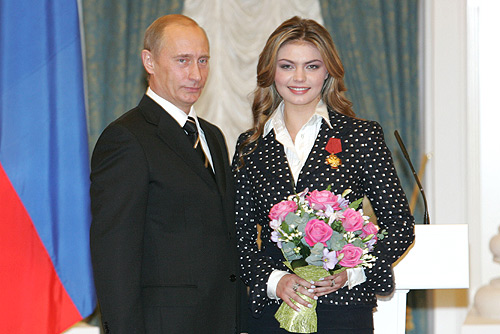
Der russische Präsident Wladimir Putin mit Alina Kabajewa bei der Verleihung des Ordens für Verdienste um das Vaterland am 21. Dezember 2005

Alina Kabajewa trägt den russischen Sporttitel „Verdiente Meisterin des Sportes“. 2001 wurde sie mit dem „Orden der Freundschaft“ und im Dezember 2005 mit dem „Orden für Verdienste um das Vaterland“ 4. Stufe ausgezeichnet.

## Politik und Medien
Neben dem Sport ist Alina Kabajewa auch in der Politik aktiv. Von Dezember 2001 bis Oktober 2005 war sie Mitglied des Obersten Rates der Partei Einiges Russland, danach bis September 2007 von Wladimir Putin gewähltes Mitglied der Gesellschaftlichen Kammer der Russischen Föderation.
Am 2. Dezember 2007 wurde sie Abgeordnete der russischen Staatsduma für Einiges Russland und war dort als Stellvertretende Vorsitzende des Komitees der Staatsduma für Jugendfragen tätig. In dieser Funktion stimmte sie im Dezember 2012 auch für das umstrittene Dima-Jakowlew-Gesetz, welches US-amerikanischen Staatsbürgern unter anderem die Adoption russischer Kinder untersagt.
Von Februar 2008 bis September 2014 war sie außerdem noch Vorsitzende des Öffentlichen Rates der Nationalen Mediengruppe (NMG) (russisch: Национальная Медиа Группа). Mitte September 2014 kündigte sie die Niederlegung ihres Mandats in der Staatsduma an, um den ihr angebotenen Verwaltungsratsvorsitz in der NMG zu übernehmen. Sie trat die Nachfolge von Kirill Kowaltschuk an, einem Neffen von Juri Kowaltschuk. Kirill wechselte in die Geschäftsleitung, wo er den Vorsitz übernahm. Zur NMG gehören unter anderem die Zeitung Iswestija und die Petersburger TV-Station Petersburg–Fünfter Kanal, der Erste Kanal sowie REN-TV.

### Presse-Skandal 2008
Die russische Zeitung Moskowskij Korrespondent geriet 2008 in einen Skandal. Am 12. April berichtete die Zeitung, dass Wladimir Putin sich von seiner Frau habe scheiden lassen und Alina Kabajewa heiraten werde. Der Oligarch Alexander Lebedew, Eigentümer des Blattes, erklärte am 16. April in einem Interview gegenüber Radio Echo Moskwy, dass er vor der Veröffentlichung nichts von der Geschichte erfahren habe, weil er telefonisch nicht erreichbar gewesen sei.
Zwei Tage später entließ Lebedew die Mitarbeiter und stellte das Blatt mit der Begründung der Unrentabilität vorübergehend ein: Die Auflage von 30.000 Exemplaren bei fünfmaligem Erscheinen pro Woche konnte nur zu 45 Prozent abgesetzt werden, sagte Artjom Artjomow, der Geschäftsleiter von Lebedews Medienholding. Auf den Konten der Zeitung seien noch 4 Mio. Rubel (umgerechnet ca. 108 Tsd. Euro), was ausreiche, um mit den Mitarbeitern abzurechnen.
Im Juni 2008 kündigte Lebedew den Neustart der Zeitung mit Investitionen in Höhe von 3 Mio. Dollar jährlich an. Anfang Oktober 2008 erschien das Blatt wieder, mit Akram Murtasajew als Chefredakteur und mit einer wöchentlichen Auflage von nur noch 20.000 Exemplaren. Es wurde bereits Ende des Monats wieder eingestellt, diesmal endgültig.
Alexander Lebedew beschuldigte die Moskauer Stadtverwaltung, das Gedeihen seiner Zeitung verhindert zu haben: Mit Aufkäufen der Auflage, Verkaufsverboten und Anzeigenboykotts habe die Hauptstadtverwaltung den Korrespondenten behindert, was Grund für dessen Unrentabilität gewesen sei. Lebedew behauptete darüber hinaus in einem Interview mit dem Magazin GQ, dass der Moskauer Bürgermeister Juri Luschkow die Hochzeitsstory von Putin und Kabajewa extra in sein Blatt hineinbugsiert habe, um ihn, Lebedew, zu beschädigen.

## Privatleben

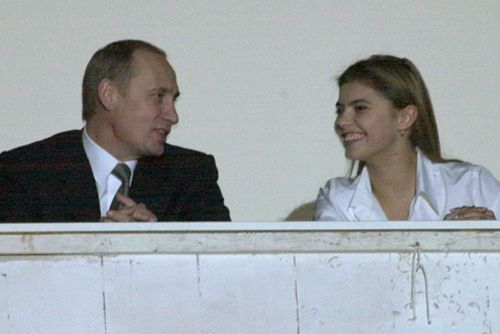
Wladimir Putin im Gespräch mit Alina Kabajewa. Die Aufnahme entstand während der russischen Meisterschaften in Rhythmischer Sportgymnastik im Jahre 2001.

Alina Kabajewa war von 2002 bis 2005 mit Dawid Musselijani (geb. 1969) von der Moskauer Polizei liiert. Anfang 2006 trennte sich das Paar.
Am 12. April 2008 berichtete die russische Zeitung Moskowskij Korrespondent in ihrer Samstagsausgabe, dass der russische Präsident Wladimir Putin sich von seiner Frau habe scheiden lassen und die deutlich jüngere Alina Kabajewa heiraten werde. Dies wurde von der Sprecherin Kabajewas dementiert. Im Oktober 2010 verbreiteten Medien erneut Gerüchte über eine geheime Hochzeit von Putin und Kabajewa, die im Iwerski-Kloster nahe Waldai stattgefunden haben soll.
In einem Interview mit dem Sportmagazin Bolschoi Sport im Jahr 2013 sagte sie, dass die Erfahrung ihr beigebracht habe, das persönliche Leben zu schützen. Sie sei bereit, über alles zu sprechen, außer über persönliche Angelegenheiten. Das Einzige, was sie in diesem Zusammenhang preisgeben wolle, sei, dass sie keine Kinder habe und dass dies die Wahrheit sei. In den vergangenen Jahren waren von verschiedenen Medien immer wieder Gerüchte gestreut worden, dass Alina Kabajewa Mutter geworden sei. Bereits Anfang 2011 hatte Alina Kabajewa klargestellt, dass der Junge, der mit ihr auf einem Foto in verschiedenen Zeitschriften erschien, nicht ihr Sohn, sondern ihr Neffe Arseni sei, der Sohn ihrer jüngeren Schwester Leissan. 2015 soll Alina Kabajewa als heimliche Geliebte von Putin in Lugano Zwillinge zur Welt gebracht haben. Andere Quellen berichten von einer Geburt eines Jungen im Kanton Tessin und einer weiteren Geburt eines Sohnes in Moskau. Gesichert ist, dass sie nach 2015 für einige Jahre aus dem öffentlichen Rampenlicht verschwand. Sie nahm nicht mehr an gesellschaftlichen Veranstaltungen teil, gab keine Interviews mehr und war nicht mehr in Fernsehsendungen zu sehen. Vor ihrem Verschwinden gab sie an, dass sie einen Mann kennengelernt habe, den sie sehr liebe.

## Sonstiges
In der Zeit ihrer Dopingsperre von 2001 bis 2002 betätigte sich Alina Kabajewa als Sportkommentatorin des russischen Fernsehsenders 7 TV und spielte im japanischen Spielfilm Red Shadow: Akakage eine Nebenrolle. 2003 veröffentlichte die russische Ausgabe des Magazins Maxim erotische Aufnahmen von Alina Kabajewa. 2006 wurde sie von den Leserinnen des russischen Frauenmagazins Glamour zur Frau des Jahres gewählt, im gleichen Jahr in die Top 10 Sexy in der Kategorie Sport. 2006 trat sie im Musikvideo Alina Kabajewa der russischen Band Igra slow als sie selbst auf. 2011 erschien sie auf dem Cover der russischen Vogue.
Die von ihr gegründete „Alina Kabajewa Wohltätigkeitsstiftung“ (Alina Kabaeva Charity Foundation) bemüht sich hauptsächlich um die Förderung junger sportlicher Talente. Alina Kabajewa war bei der Eröffnungsfeier zu den Olympischen Winterspielen 2014 in Sotschi eine der russischen Fackelträgerinnen.
Am 23. April 2022 wurde die 38-jährige Alina Kabajewa nach langer Abwesenheit wieder in Moskau bei Proben der Wohltätigkeitsveranstaltung „Alina Festival“ in der VTB Arena gesehen. Zuvor hatte sie sich in der Schweiz inoffiziell aufgehalten und lange nicht der Öffentlichkeit gezeigt. Der russische Überfall auf die Ukraine diente laut Kabajewa lediglich dazu, „Donezk und Lugansk vor den Nazis zu schützen“.
Am 3. August 2022 berichtet ORF.at, dass Kabajewa als Reaktion auf den Krieg Russlands gegen die Ukraine nach Großbritannien und der EU (jeweils im Mai 2022) nun am 2. August 2022 auch von den USA auf eine Sanktionsliste gesetzt worden ist. Demnach habe sie eine „enge Beziehung zu Putin“ und sei die derzeitige Chefin des Kreml-freundlichen Medienimperiums National Media Group.

## Vermögen
Durch Freunde und Vertraute Putins wurde sie über die Jahre mit diversen luxuriösen Immobilien beschenkt.